# 한국의 군주 목록
이 문서는 한국의 군주 목록에 대한 내용을 다루고 있다.
- 고조선의 역대 국왕
- 부여의 역대 국왕
- 신라의 역대 국왕
- 장안국 국왕
- 고구려의 역대 국왕
- 미추홀국 국왕
- 백제의 역대 국왕
- 제나라 국왕
- 가야의 역대 국왕
- 탐라의 역대 국왕
- 발해의 역대 국왕
- 후발해 국왕
- 정안국 국왕
- 올야국 국왕
- 흥료국 황제
- 대발해 황제
- 후백제의 역대 국왕
- 태봉 국왕
- 사벌국 국왕 : 야사에만 전하는 후사벌국의 왕으로 진위 여부가 불확실하나,  그의 무덤인 전사벌왕릉이 문화재로 지정되어 있다.
- 고려의 역대 국왕
- 대위국 국왕
- 조선의 역대 국왕
- 대금국 황제
- 대한제국의 황제

## 같이 보기
- 백제 부흥운동
- 고구려 부흥운동
- 소백제
- 발해 부흥운동
- 삼별초
- 대한제국의 황실
- 대한제국의 황실 수장